# Beuchat

Beuchat International, o comúnmente Beuchat, es una empresa creada en 1934 en Marsella, centrada en la concepción, la fabricación y la venta de equipos submarinos.

## Oficio
En 2009, Beuchat reparte sus actividades en 3 categorías :
- Buceo : Deportiva, Comercial y Militar.
- Pesca submarina y  Apnea
- Snorkeling

## Histórico

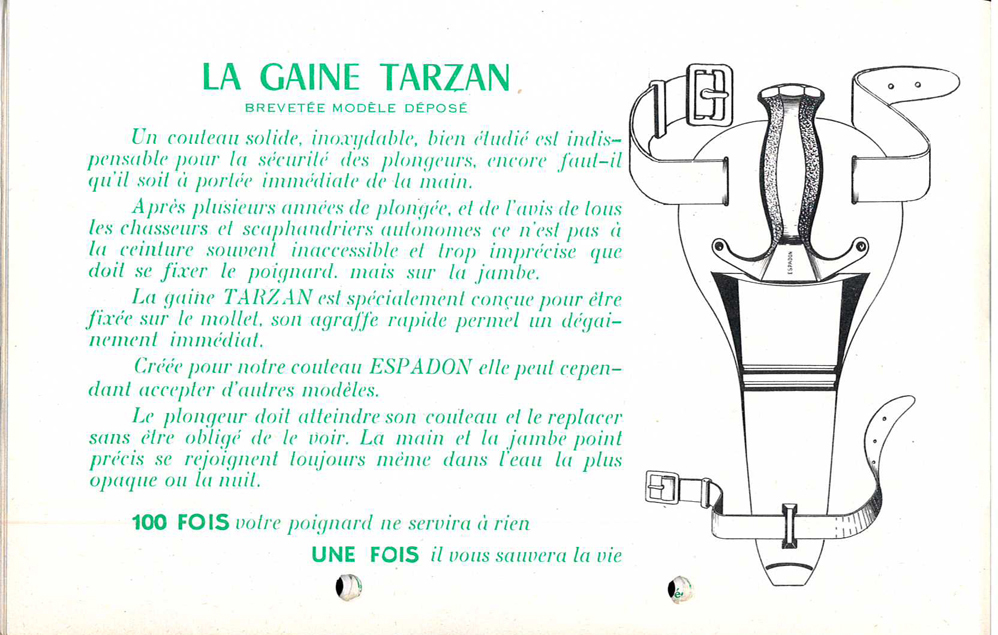
funda para la pantorrilla

La compañía se creó en 1934 por Georges Beuchat, descendiente de una familia de relojeros suizos. Georges Beuchat fue uno de los pioneros en participar en la creación de las actividades subacuáticas y fue uno de los cofundadores de la Federación Francesa de Estudios y Deportes Submarinos en 1948.
A lo largo de su Historia ha estado siempre ubicada en Marsella, La sociedad tenía numerosas denominaciones :"Pêche Sport", "Beuchat", "Beuchat Sub" y "Beuchat International".
Georges Beuchat vendió en 1982 la sociedad a la familia Álvarez de Toledo, perteneciendo después de 2002 a la familia Margnat.
Georges Beuchat quiso desde el principio que su sociedad tuviera un ámbito internacional y no se limitara solo a Francia. Quiso que tanto el nombre Beuchat como su emblemático logo el Pez Espada, creados en los años 1970, aparecieran claramente en todos los productos de la empresa.

## Histórico de los productos Beuchat
- 1947 : Arbalete Tarzan
- 1948 : Boya de superficie

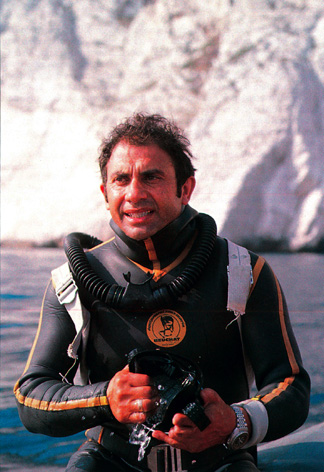
Albert Falco Tarzan Traje

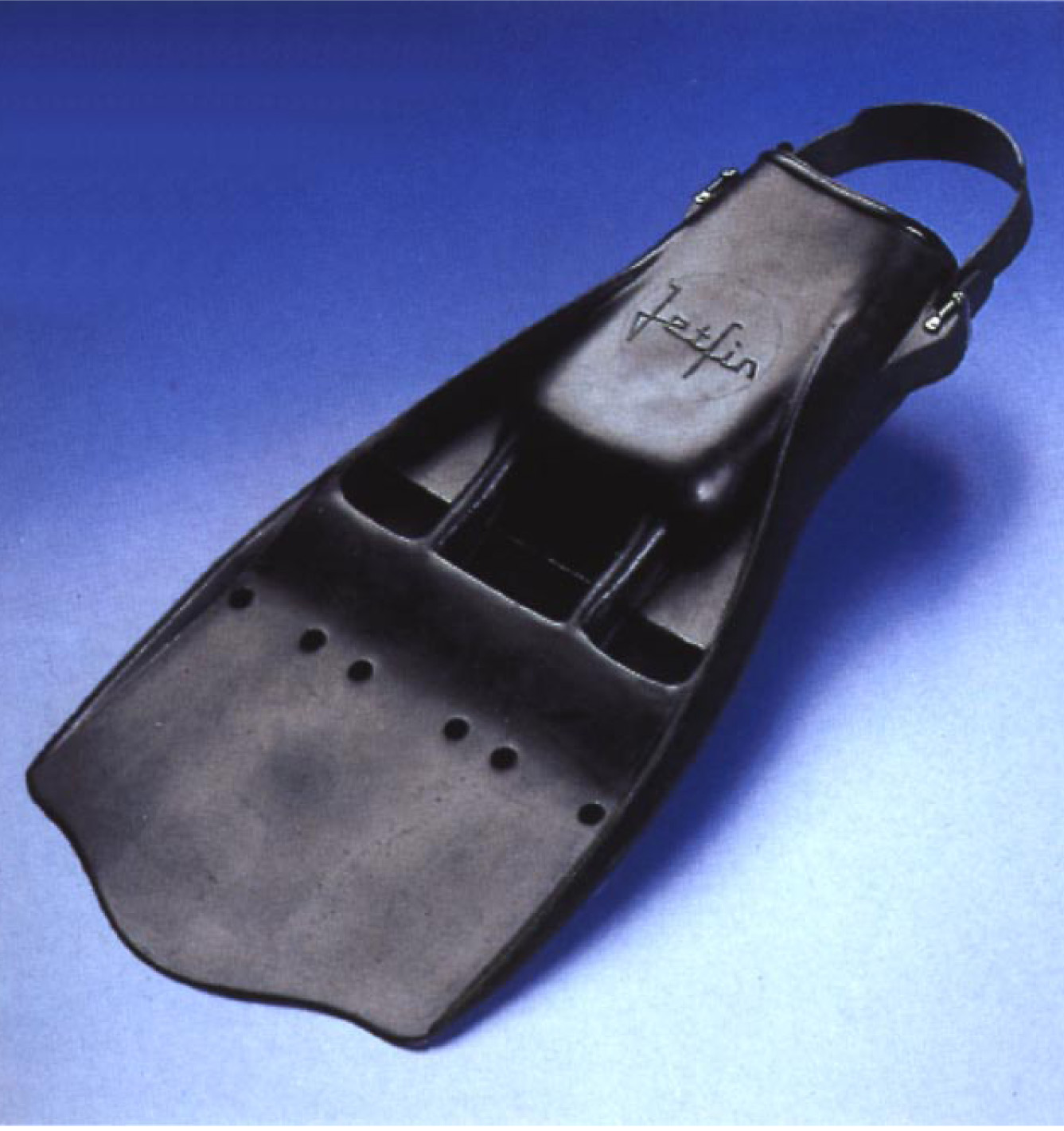
Jetfins

- 1950 : Caja estanca de máquina de fotos Tarzan
- 1950 : funda para la pantorrilla Tarzan
- 1953 : Primer traje isotermico de inmersión
- 1958 : Compensator (máscara con el cristal inclinado hacia arriba)
- 1960 : Aletas con nervios Espadon
- 1963 : Traje Tarzan
- 1964 : Aletas Jetfins más de 100.000 pares vendidos en los primeros años.
- 1964 : regulador Suplair
- 1975 : arbalete Marlin
- 1978 :  regulador Atmos
- 1985 : Chaleco hidrostático de cuello LYFTY
- 1986 : Distribución de los ordenadores de buceo Aladin
- 1993 : Chaleco Oceane
- 1998 : CX1 primer ordenador de buceo francés (Algoritmo Comex)
- 2001 : aleta de pesca submarina Mundial
- 2007 : Traje de inmersión Focea Comfort II
- 2007 : Aletas Power Jet
- 2008 : Chaleco master lift Voyaguer
- 2009 : Regulador VR200 Evolution

## Beuchat y la pesca submarina
Después de varios años Beuchat es el líder mundial de la pesca submarina consiguiendo gran número de títulos de campeonatos nacionales , internacionales y mundiales. Son atletas entre otros Pedro Carbonel, Sylvain Pioch, Pierre Roy, Ghislain Guillou, Vladimir Dokuchajev.

## Diverso

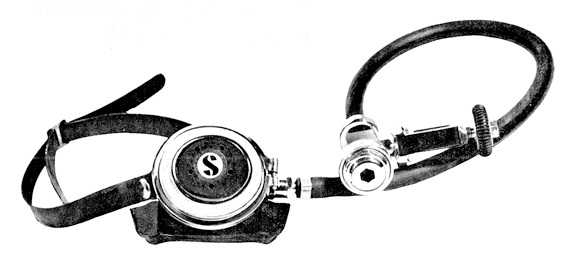
Regulador Beuchat Souplair 1964

- Georges Beuchat ha recibido en 1961, el Oscar a la exportación.
- La S utilizada en el regulador Beuchat Souplair fue también utlilzada por Scubapro para hacer su logo.